# Coupe d'Allemagne de patinage artistique 1994
Navigation
Édition précédente Édition suivante
La Coupe d'Allemagne était une compétition internationale de patinage artistique qui se déroulait en Allemagne au cours de l'automne, entre 1986 et 2004. Elle accueillait des patineurs amateurs de niveau senior dans quatre catégories: simple messieurs, simple dames, couple artistique et danse sur glace. En 1994, son nom officiel était la Coupe des nations.
La huitième Coupe d'Allemagne est organisée du 24 au 26 novembre 1994 à Gelsenkirchen.

## Résultats

### Messieurs
| Rang | Nom                  | Pays       | Points | Prog. court | Prog. libre |
| ---- | -------------------- | ---------- | ------ | ----------- | ----------- |
| 1    | Elvis Stojko         | Canada     | 1.5    | 1           | 1           |
| 2    | Shepherd Clark       | États-Unis | 4.5    | 5           | 2           |
| 3    | Dmytro Dmytrenko     | Ukraine    | 5.0    | 2           | 4           |
| 4    | Igor Pashkevich      | Russie     | 6.0    | 6           | 3           |
| 5    | Michael Shmerkin     | Israël     | 7.0    | 4           | 5           |
| 6    | Jean-François Hébert | Canada     | 8.5    | 3           | 7           |
| 7    | Ronny Winkler        | Allemagne  | 9.5    | 7           | 6           |
| 8    | Aleksey Yagudin      | Russie     | 12.0   | 8           | 8           |
| 9    | Mirko Eichhorn       | Allemagne  | 14.5   | 11          | 9           |
| 10   | Michael Weiss        | États-Unis | 14.5   | 9           | 10          |
| 11   | Nicolas Pétorin      | France     | 16.0   | 10          | 11          |
| 12   | Gabriel Monnier      | France     | 18.0   | 12          | 12          |

### Dames
| Rang | Nom                | Pays       | Points | Prog. court | Prog. libre |
| ---- | ------------------ | ---------- | ------ | ----------- | ----------- |
| 1    | Marina Kielmann    | Allemagne  | 1.5    | 1           | 1           |
| 2    | Elena Liashenko    | Ukraine    | 4.0    | 2           | 3           |
| 3    | Tanja Szewczenko   | Allemagne  | 4.5    | 5           | 2           |
| 4    | Tatiana Pliuscheva | Russie     | 6.0    | 4           | 4           |
| 5    | Véronique Fleury   | France     | 9.0    | 6           | 6           |
| 6    | Lisa Matras        | États-Unis | 9.5    | 9           | 5           |
| 7    | Tanya Street       | États-Unis | 9.5    | 3           | 8           |
| 8    | Maria Butyrskaya   | Russie     | 10.5   | 7           | 7           |
| 9    | Netty Kim          | Canada     | 14.0   | 10          | 9           |
| 10   | Malika Tahir       | France     | 15.0   | 8           | 11          |
| 11   | Angelina Derochie  | Canada     | 15.5   | 11          | 10          |

### Couples
| Rang | Nom                                   | Pays       | Points | Prog. court | Prog. libre |
| ---- | ------------------------------------- | ---------- | ------ | ----------- | ----------- |
| 1    | Mandy Wötzel / Ingo Steuer            | Allemagne  | 1.5    | 1           | 1           |
| 2    | Oksana Kazakova / Dmitri Sukhanov     | Russie     | 3.0    | 2           | 2           |
| 3    | Stephanie Stiegler / Lance Travis     | États-Unis | 5.5    | 5           | 3           |
| 4    | Kristy Sargeant / Kris Wirtz          | Canada     | 5.5    | 3           | 4           |
| 5    | Elena Tobiash / Sergei Smirnov        | Russie     | 8.0    | 6           | 5           |
| 6    | Jekatarina Silnitzkaja / Mirko Müller | Allemagne  | 8.0    | 4           | 6           |
| 7    | Sarah Abitbol / Stéphane Bernadis     | France     | 10.5   | 7           | 7           |
| 8    | Jodeyne Higgins / Sean Rice           | Canada     | 12.0   | 8           | 8           |

### Danse sur glace
| Rang | Nom                                    | Pays       | Points | Danse imposée | Danse originale | Danse libre |
| ---- | -------------------------------------- | ---------- | ------ | ------------- | --------------- | ----------- |
| 1    | Marina Anissina / Gwendal Peizerat     | France     | 2.0    | 1             | 1               | 1           |
| 2    | Margarita Drobiazko / Povilas Vanagas  | Lituanie   | 4.0    | 2             | 2               | 2           |
| 3    | Jennifer Boyce / Michel Brunet         | Canada     | 6.0    | 3             | 3               | 3           |
| 4    | Yvonne Schulz / Sven Authorsen         | Allemagne  | 8.0    | 4             | 4               | 4           |
| 5    | Janet Emerson / Steve Kavanagh         | Canada     | 10.8   | 7             | 5               | 5           |
| 6    | Kati Winkler / René Lohse              | Allemagne  | 13.2   | 9             | 6               | 6           |
| 7    | Olena Hrushyna / Ruslan Honcharov      | Ukraine    | 13.2   | 5             | 7               | 7           |
| 8    | Barbara Piton / Alexandre Piton        | France     | 15.2   | 6             | 8               | 8           |
| 9    | Ekaterina Gvozdkova / Nikolai Morozov  | Russie     | 17.6   | 8             | 9               | 9           |
| 10   | Christina Fitzgerald / Mark Fitzgerald | États-Unis | 20.0   | 10            | 10              | 10          |

## Source
- Patinage Magazine N°45 (Décembre 1994-Janvier/Février 1995)
- (en) « COMPETITION RESULTS - 1994 NATIONS CUP », sur usfsa.xmlmanager.qg.com